# Tryssaturopsis parvicaudatus
Tryssaturopsis parvicaudatus är en kvalsterart som beskrevs av Cook 1983. Tryssaturopsis parvicaudatus ingår i släktet Tryssaturopsis och familjen Aturidae. Inga underarter finns listade i Catalogue of Life.